# Гуаньтин (водохранилище)
Водохранилище Гуаньтин (кит. 官厅水库) расположено на стыке провинции Хэбэй и территории города центрального подчинения Пекин. Основная часть водохранилища находится в уезде Хуайлай провинции Хэбэй, остальная — на территории уезда Яньцин города Пекин. Площадь водохранилища — 290 км², объём — 4,16 км³.
Строительство водохранилища началось в октябре 1951 года, и было официально завершено 13 мая 1954 года. Водохранилище является источником питьевой воды для всей западной части Пекина.
Из водохранилища Гуаньтин вытекает река Юндинхэ.